# Aviram Shwarzbard
Aviram Shwarzbard (hebräisch אבירם שוורצברד; * 1. Dezember 1994 in Kirjat Ono) ist ein israelischer Leichtathlet, der sich auf den Weitsprung spezialisiert hat.

## Sportliche Laufbahn
Erste Erfahrungen bei internationalen Meisterschaften sammelte Aviram Shwarzbard im Jahr 2011, als er bei den Jugendweltmeisterschaften nahe Lille mit übersprungenen 2,00 m den zehnten Platz im Hochsprung belegte. Anschließend gelangte er beim Europäischen Olympischen Jugendfestival (EYOF) in Trabzon mit 1,95 m auf Rang 13. 2016 belegte er bei den Balkan-Meisterschaften in Pitești mit 7,43 m den fünften Platz im Weitsprung und im Jahr darauf gelangte er bei den Balkan-Hallenmeisterschaften in Belgrad mit 7,22 m auf Rang zwölf. 2018 begann er ein Studium an der Princeton University in den Vereinigten Staaten und schloss dieses 2022 ab. Im selben Jahr gelangte er bei den Balkan-Meisterschaften in Craiova mit 7,33 m auf Rang 14 und im Jahr darauf belegte er bei den Balkan-Meisterschaften in Kraljevo mit 7,37 m den siebten Platz.
2021 wurde Shwarzberg israelischer Meister im Weitsprung.

## Persönliche Bestleistungen
- Weitsprung: 7,78 m, 26. Februar 2022 in New York City